# Kozatske (Jersón)
Kozatske (en ucraniano: Козацьке; en ruso: Казацкое, romanizado: Kazatskoye) es un asentamiento urbano ucraniano perteneciente al óblast de Jersón. Situada en el sur del país, forma parte del raión de Kajovka y también del municipio (hromada) de Nueva Kajovka.   

## Geografía
Kozatske se encuentra en el margen derecho del río Dniéper, separado de Nueva Kajovka por la presa del embalse de Nueva Kajovka. El asentamiento está 10 km al suroeste de Berislav y unos 70 km al noreste de Jersón.

## Historia
La ciudad fue fundada en 1782 como posesión de Iván Osterman y lleva el nombre del afluente del Dniéper, el río Kozatska. Sin embargo, Kozatske ya fue mencionado por primera vez en 1672. Según el inventario de tierras de 1795, en el pueblo de Kozatske había 108 personas reubicadas por Osterman de las provincias de Kursk, Maguilov y Tambov.
La propiedad pasó a los Trubetskói como dote a la esposa de Nikolai Trubetskói, Liubov Vasilievna Orlova-Denisova. En 1896, se plantaron viñedos pertenecientes a la Casa de Trubetskói en las fincas Kozatske y Dolmatove. Después de dos años, la superficie de ambos viñedos alcanzó casi los 200 hectáreas de cultivo puro (excluyendo la zona de caminos).
Kosatske ha tenido el estatus de asentamiento de tipo urbano desde 1960.
Hasta el 18 de julio de 2020, Kozatske fue parte del raión de Berislav. El raión se modificó en julio de 2020 como parte de la reforma administrativa de Ucrania, que redujo el número de rayones del óblast de Jersón a cinco. El área del asentamiento de Kozatske fue transferido al raión de Kajovka.En 2023, Kozatske perdió el estatus de asentamiento de tipo urbano debido a la eliminación de este estatus administrativo.
El asentamiento estuvo ocupada por Rusia desde marzo de 2022 en el marco de la invasión rusa de Ucrania hasta el 14 de noviembre de 2022. El 6 de junio de 2023, se produjo la destrucción del embalse de Kajovka, acción atribuida al ejército ruso, lo cual llevó a la inundación de todos los alrededores de la desembocadura del río Dniéper.

## Demografía
La evolución de la población de Kozatske entre 2011 y 2022 fue la siguiente:
| 3809                                                          | 3746 | 3800 | 3746 | 3653 |
| (Fuente: Cities & Towns of Ukraine y UKRAINE: Größere Städte) |      |      |      |      |

Según el censo de 2001, la lengua materna de la mayoría de los habitantes, el 80,67%, es el ucraniano; del 15,55% es el ruso.

## Infraestructura

### Arquitectura, monumentos y lugares de interés
En el asentamiento está el palacio del Príncipe Trubetskói, construida entre los siglo XIX-XX al estilo del Renacimiento francés para Piotr Nikoláyevich Trubetskói. En el territorio de la mansión había una gran ganadería y numerosos viñedos plantados en 1896 por consejo del príncipe Lev Golitsin. Las ruinas del palacio, la valla, los edificios de la granja, las bodegas, un puente, un almacén y un ala de estilo neodogótico se han conservado hasta el día de hoy. En 2008, se tomó la decisión de restaurar la finca en su forma original.

### Transporte
Kozatske tiene conexiones por carretera con Nueva Kajovka y Jersón mediante la autopista M14 (Jersón-Melitópol). La estación de tren de Kozatske se encuentra en la línea ferroviaria que conecta Mikolaiv y Melitópol, mediante Snijurivka y Nueva Kajovka.

## Personas ilustres
- Nikolái Vidrigan (1920-1946): piloto y teniente mayor del Ejército Rojo, nombrado Héroe de la Unión Soviética (1946).

## Galería

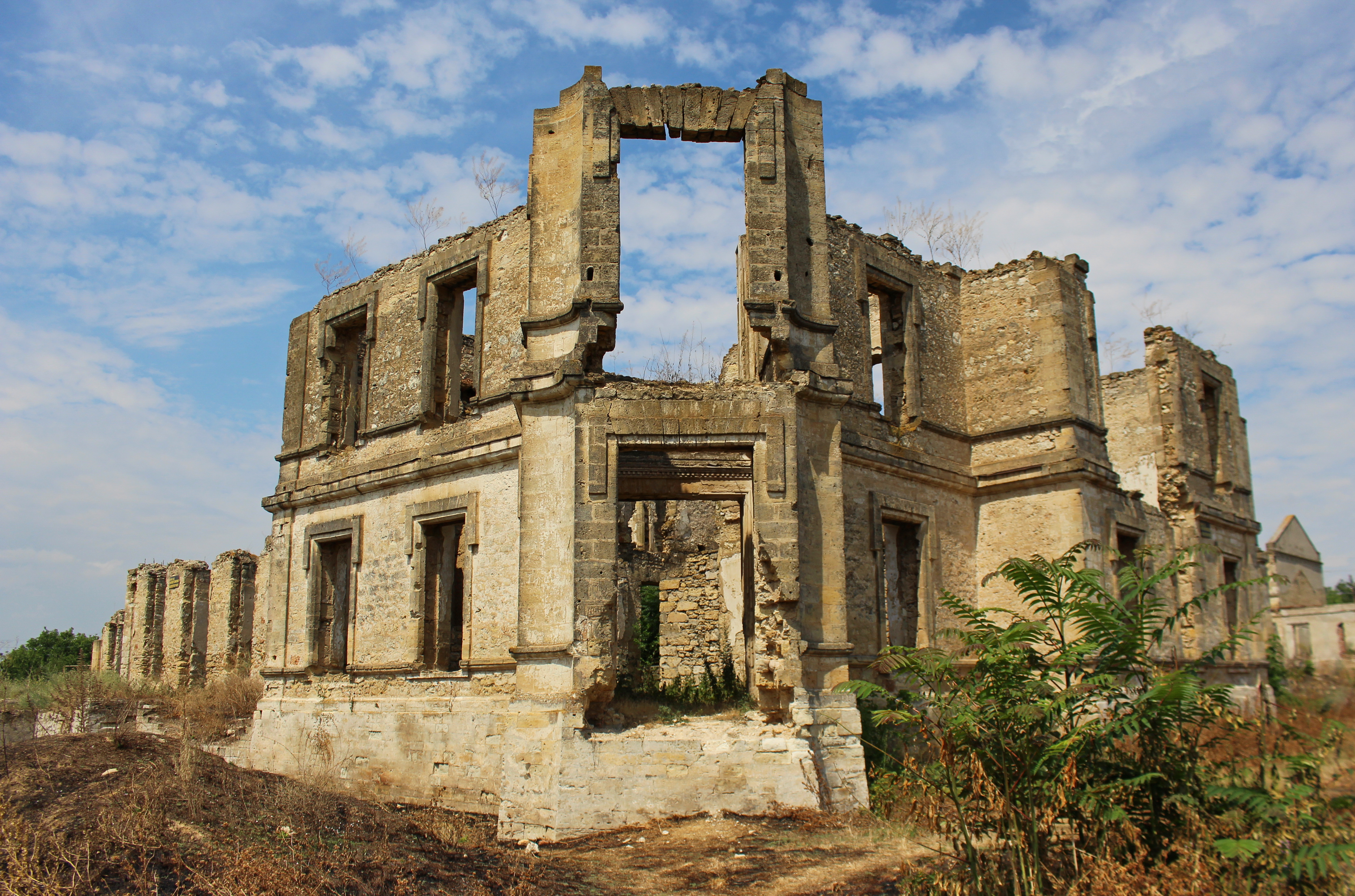
Ruinas del palacio del Príncipe Trubetskói